# Hancock (film)
Hancock – amerykański komediodramat o superbohaterach z roku 2008, w którym w głównych rolach występują Will Smith, Charlize Theron i Jason Bateman.

## Obsada
- Will Smith – John Hancock
- Charlize Theron – Mary Embrey
- Jason Bateman – Ray Embrey
- Jae Head – Aaron Embrey
- Eddie Marsan – Red

## Opis fabuły
Hancock (Will Smith) to mężczyzna uzależniony od alkoholu, obdarzony nadludzkimi zdolnościami takimi jak umiejętność latania, wyjątkowa siła, odporność na rany i pociski, itp. Tytułowy bohater pomaga ludzkości w walce z przestępczością w Los Angeles, lecz przy okazji niestety powoduje szkody. Jego życie ulega zmianie, gdy ratuje on Raya (Jason Bateman), specjalistę od PR, który z wdzięczności postanawia poprawić wizerunek Hancocka i uczynić go prawdziwym superbohaterem.